# Witkeeltachuri
De witkeeltachuri (Mecocerculus leucophrys) is een zangvogel uit de familie Tyrannidae (tirannen).

## Verspreiding en leefgebied
Deze soort komt voor van Venezuela tot Argentinië en telt elf ondersoorten:
- M. l. montensis: Sierra Nevada de Santa Marta (Colombia).
- M. l. chapmani: zuidelijk Venezuela.
- M. l. nigriceps: noordelijk Venezuela.
- M. l. notatus: westelijk Colombia.
- M. l. setophagoides: noordelijk-centraal Colombia en noordwestelijk  Venezuela.
- M. l. parui: zuidelijk Venezuela.
- M. l. rufomarginatus: zuidelijk Colombia, westelijk Ecuador en noordwestelijk Peru.
- M. l. roraimae: centraal Venezuela.
- M. l. brunneomarginatus: centraal Peru.
- M. l. pallidior: westelijk Peru.
- M. l. leucophrys: zuidoostelijk Peru, Bolivia en noordwestelijk Argentinië.

## Status
De grootte van de populatie is niet gekwantificeerd maar de soort wordt omschreven als algemeen. Op de Rode lijst van de IUCN heeft deze soort de status niet bedreigd.